# Jelăd, Șumen
Jelăd (în bulgară Желъд) este un sat în comuna Smeadovo, regiunea Șumen,  Bulgaria. 

## Demografie
Componența etnică a satului Jelăd
     Turci (35,21%)
     Bulgari (64,78%)
     Nicio identificare (0%)
     Altele (0%)
La recensământul din 2011, populația satului Jelăd era de 71 locuitori. Din punct de vedere etnic, majoritatea locuitorilor (64,78%) erau bulgari, cu o minoritate de turci (35,21%). Pentru 0% din locuitori nu este cunoscută apartenența etnică.